# Auersberger Kuppenrhön

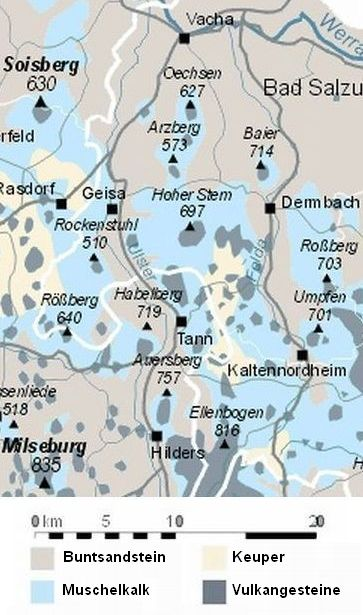
Geologische Karte der Auersberger Kuppenrhön
(Kartenfehler: Die B 84 passiert den Ulsterberg zwischen Geisa und Vacha südöstlich!)

Als (Naturraum) Auersberger Kuppenrhön wird der in West-Ost-Richtung mittlere Teil der (nördlichen) Kuppenrhön bezeichnet, der nach Westen durch das Mittlere Ulstertal der Ulster von der Soisberger Kuppenrhön und nach Osten durch das Mittlere Feldatal der Felda von der Vorderrhön separiert wird. Sie ist die direkte Nordabdachung der Langen Rhön und liegt im Westen Thüringens (Wartburgkreis, im Südosten Landkreis Schmalkalden-Meiningen) und ihr Südwesten in Osthessen (Landkreis Fulda).
Ihre höchste Erhebung, der 757 m hohe Auersberg – nicht zu verwechseln mit Großem und Kleinem Auersberg am Dammersfeldrücken in der Hohen Rhön – markiert im äußersten Süd(west)en die Nahtstelle zur Langen Rhön und ist außerdem durch das Tal der Weid vom Rest des Naturraumes separiert.

## Grenzen
Südlichste Orte des Naturraums sind, unmittelbar nördlich der Nahtstelle zur Langen Rhön, Hilders (Ulstertal), Simmershausen, Oberweid, Kaltenwestheim und Kaltensundheim (Feldatal).
Das Feldatal ist nur bis etwa Urnshausen-Hartschwinden Ostgrenze, weiter nördlich verjüngt sich das Gebiet und die Grenze umkurvt den Baier, um der Schwarzen Oechse und schließlich der Oechse zu folgen, sodass Dietrich und Oechsen isoliert ins Stadtlengsfelder Hügelland bis kurz vor die Werra ragen.
Die Auersberger Kuppenrhön ist in Nord-Süd-Richtung 26 km lang bei nur 7 bis maximal 13 km Breite. Zwar liegen nur unter 20 % des Naturraums in Hessen, darunter aber immerhin seine beiden höchsten Erhebungen.

## Geologie und Landschaft
Die Landesstraße Geisa–Dermbach trennt einen Nordteil der Landschaft ab, der durch sehr eigenständige Kuppen auffällt. Der Baier (714 m) im Südosten und der Dietrich (669 m) im Zentrum dieses Teils weist die Schartenhöhen von über 200 m auf, und auch der Öchsen (627 m) im äußersten Norden und der Ulsterberg (487 m) im Nordwesten und kommen auf über 150 m; beim Arzberg (573 m) im Süden sind es noch gut 100 m, beim dem Baier südwestlich vorgeladenen Schorn (559 m) und beim Großen Olmersberg (450,5 m, Muschelkalk) westlich des Arzbergs sind es noch über 50 m. Die Basaltkuppen ragen aus Muschelkalksockeln hervor, speziell vom Südende des Dietrich zieht sich eine Muschelkalkkette (Sattelsbergkette) nach Westen bis an die Ulster bei Buttlar, in der es weitere drei Kuppen mit über 50 m Prominenz gibt (eine davon Basalt). Zwischen den Teilhöhenzügen steht oberer Buntsandstein an. Das Massiv vom Dietrich nebst Oechsen wird nach Westen von der Sünna (zur Oechse; Bundesstraße 85 Sünna–Vacha) und nach Osten von der Oechse (zur Werra; Landesstraße Oechsen–Vacha) eingefasst, die Sattelsbergkette nach Süden, zur Arzberggruppe, von Binz und Bermbach (zur Ulster). Insgesamt wird die Teillandschaft in vier Segmente geteilt, deren kleinstes im Nordosten nur aus dem Ulsterberg und seinem Nordsporn besteht.
Der Norden des Zentralteils, der von der Sachsenburg (721 m) dominiert wird, teilt sich durch eine leichte Senke (Scharte auf etwa 654 m) in einen Westteil mit dem Mannsberg (698,7 m), einem groben Basaltklotz, und einen Ostteil, in dem neben der Sachsenburg noch fünf weitere Kuppen zwischen 660 und 700 m Höhe bei Schartenhöhen zwischen 25 und 50 m aufragen. Die höheren Kuppen stehen hier auf Keupersockeln. Südwestlich des Sachsenburgmassivs und vom Mannsberg im Norden durch den Kohlbach getrennt, schließt sich im Roßberg (693,6 m) abermals ein grober Basaltklotz an; von hier ab südwärts stehen die höheren Erhebungen auch allesamt im Westen, an der Ulsterseite.
Die Landesstraße Tann–Zella, deren Ostteil ab Andenhausen dem Schmerbach zur Felda folgt, trennt schließlich einen Südteil ab, der von nur zwei Bergen an der Westseite dominiert wird. Südöstlich an den Roßberg schließt sich der ca. 732 m hohe Engelsberg  östlich Tanns an, südwestlich jenseits des Weidbachs und der Landesstraße Tann–Kaltensundheim, deren Ostteil ab Kaltenwestheim der zur Felda entwässernden Lotte folgt, schließt sich der schließlich der Auersberg (757 m) an, südlich dessen Hilders liegt.

## Berge

### Berge nach Höhe

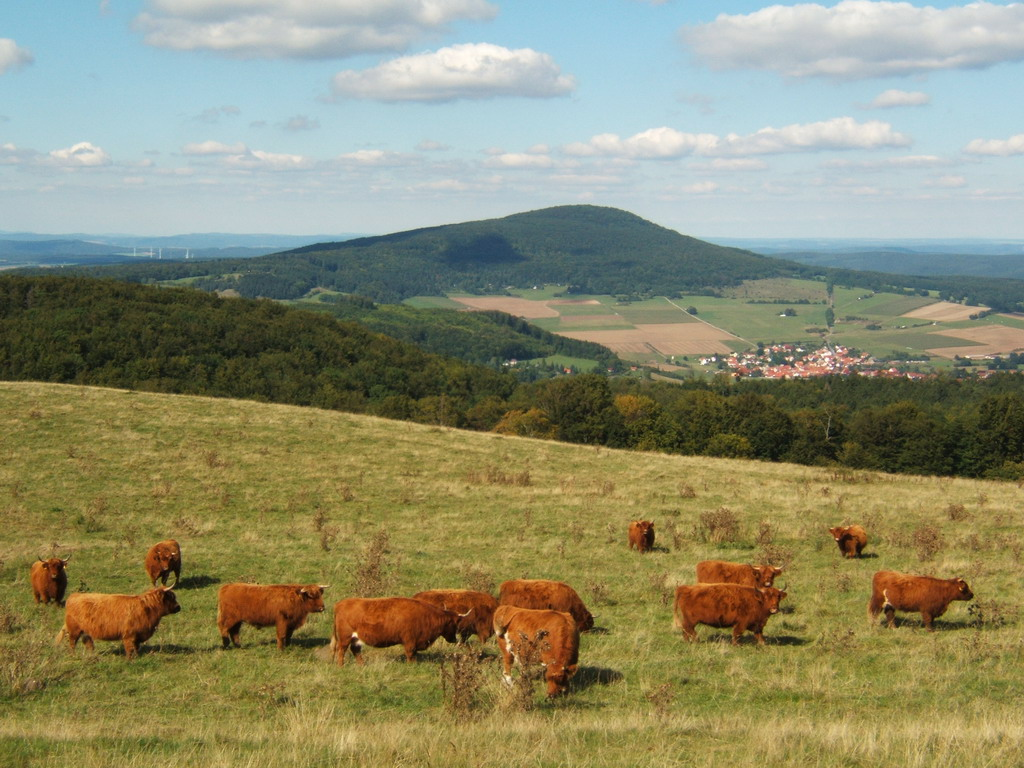
Der Baier

Folgende Berge stechen in der Auersberger Kuppenrhön hervor (Scharten aus Höhenlinien, daher nur auf einige Meter genau):
- Auersberg (757 m ü. NHN; Scharte zur Langen Rhön auf 617 m) – westlicher äußerster Süden
- Engelsberg (um 732 m; Scharte zur Langen Rhön und zum Großen Hoflar auf 597 m) – Südwesten des Zentralteils
  - Dadenberg (726 m, Zweitgipfel, 0,8 km östlich des Hauptgipfels; Scharte auf 716 m) – Ulsterufer, östlich von Tann
  - Horbel (665,4 m, 2,9 km nordöstlich des Hauptgipfels; Scharte auf 645 m)
  - Pinzler (661 m, 3,5 km östlich des Hauptgipfels; Scharte zum Engelsberg auf 645 m, zum Horbel auf 651 m)
    - Windberg (608 m, Nordostausläufer des Pinzler, 5,8 km östlich des Hauptgipfels; Scharte auf 593 m) – Feldaufer, südöstlich von Klings

  - Höhn (511,5 m, 5,3 km nordöstlich des Hauptgipfels; Scharte auf 504 m) – steile Kuppe am Feldaufer, nördlich Klings
- Sachsenburg (720,9 m; Scharte zum Engelsberg auf 611,8 m) – 3 km westsüdwestlich Dermbachs
  - Steinkopf (694 m, 1,9 km südsüdöstlich der Sachsenburg; Scharte zum Zellerkopf und damit zur Sachsenburg auf 653 m)
    - Karl-Friedrich-Stein (517,7 m, 2,6 km ostsüdöstlich der Sachsenburg; Scharte auf 508 m) – nordöstliche Vorhöhe des Steinkopfs am Feldaufer südöstlich Dermbachs

  - Zellerkopf (693,8 m, 1,1 km südlich der Sachsenburg; Scharte auf 673 m) – zwischen  Sachsenburg und Steinkopf
    - Altes Schloß  (645,5 m, 1,2 km südöstlich der Sachsenburg; Scharte zum Zellerkopf auf 623 m) – Ostausläufer des Zellerkopfes

  - Waltersberg (673,7 m, 3,4 km südsüdöstlich der Sachsenburg; Scharte zum Steinkopf, jenseits des Gläserbergs, auf 628 m)
  - Gläserberg (670,4 m, 2,8 km südöstlich der Sachsenburg; Scharte zum Waltersberg auf 643 m) – Verbindungsgipfel zwischen Steinkopf und Waltersberg
  - Arnsberg (661 m, 2,8 km südsüdwestlich der Sachsenburg; Scharte zum Zellerkopf auf 628 m) –
  - Eppersberg (525,5 m, 1,4 km ostnordöstlich der Sachsenburg; Scharte auf 515 m) – Vorhöhe der Sachsenburg westlich Dermbachs
- Baier (714 m; Scharte zur Sachsenburg auf 498 m) – 3,5 km nordnordwestlich Dermbachs
  - Emberg (542 m, 1,7 km südsüdwestlich des Baier; praktisch keine Scharte vorhanden) – Sporn/Riedel nördlich von Oberalba
- Mannsberg (698,7 m; Scharte zur Sachsenburg auf 654 m) – 6,4 km ostsüdöstlich von Geisa, 3,3 km südöstlich von Bremen
  - Hoher Stern (697,5 m; Zweitgipfel, 1,5 km nordnordöstlich des Mannsbergs; Scharte auf 686 m)
- Roßberg (693,6 m; Scharte zum Engelsberg auf 611 m) – östlich von Motzlar, nördlicher Westens des Zentralteils
- Dietrich (667 m; Scharte zu Arzberg und Mannsberg auf 394 m) – äußerster Norden, südwestlich von Völkershausen
- Staufelsberg (649,2 m, 2,6 km östlich des Auersbergs; Scharte zur Langen Rhön auf 563 m) – östlich des Auersbergs, zentraler Süden des Naturraums
- Hoflar-Gruppe
  - NN (651,1 m; Scharte zur Hohen Rhön auf 636 m) – unmittelbar südlich der Landesstraße Unterweid–Kaltenwestheim
  - Kleiner Hoflar (645,5 m; Scharte zu NN auf 633 m) – unmittelbar nördlich derselben
  - Großer Hoflar (640,5 m, 3,1 km südöstlich des Engelsbergs; Scharte zum Engelsberg auf 597 m, zur Langen Rhön auf 622 m) – nördlich des Kleinen
- Oechsen (627 m; Scharte zum Dietrich auf 473 m) – nördlichster Berg des Naturraumes, unmittelbar nördlich des Dietrich; beliebter Aussichtsberg
- Hemschenberg (613,9 m; Scharte zur Langen Rhön auf 574 m) – äußerster Südosten
- Arzberg (572,6 m; Scharte zum Mannsberg auf 449 m) – Süden des Nordteils, nördlich von Otzbach; trotz der geringen Höhe sehr eigenständige Kuppe
- Schorn (559 m, 2,5 km südwestlich des Baier; Scharte zu ebendem auf 502,4 m)
- Schleidsberg (502,4 m, 4,5 km westlich des Mannsbergs; Scharte zu diesem auf 433 m) – Ulsterufer südöstlich von Geisa und nordöstlich von Schleid
- Ulsterberg (487,2 m; Scharte zu m Dietrich auf 322 m}, äußerster Nordwesten des Nordteils), – trotz der geringen Höhe sehr eigenständige Kuppe, die zu fast 360° von Fließgewässern (Mosa, Ulster, Werra, Oechse, Sünna) umschlossen ist
- Sattelsberg-Kette  Muschelkalk-Kette mit Basis südlich des Dietrich, nach Westen verlaufend
  - östlicher Sattelsberg (ca. 477 m; Scharte zum Dietrich auf 468 m) – Basis zwischen dem Dietreich im Norden und dem Arzberg im Süden
  - westlicher Sattelsberg (464,1 m)
  - Buchenberg (443,1 m; Scharte zum Sattelsberg auf 429 m)
  - Kleiner Langer Berg (430,1 m; Scharte zum Buchenberg auf 373 m) – Basis des Ulsterbergs
  - Michelsberg (424,5 m; Scharte zum Kleinen Langen auf 363 m)
  - Hubenberg (415,1 m); Scharte zum Kleinen Langen auf 363 m – einzige Basaltkuppe des Höhenzugs
- Großer Olmersberg (450,5 m; Scharte zum Arzberg auf 378 m) – südwestlicher Nachbar des Arzbergs

### Berge nach Wasserscheiden
Die Hauptwasserscheide der Auersberger Kuppenrhön ist die zwischen Ulster und Felda. Sie zieht sich nach Süden in die Lange Rhön, geht dort allerdings bereits im Bereich des Ellenbogen in die zwischen Ulster und Fränkischer Saale, also insbesondere die zwischen Weser und Rhein, über. Von einem kammartigen Verlauf kann nicht die Rede sein – die Wasserscheide alterniert willkürlich zwischen Kuppen und weist immer wieder tiefere Scharten auf. Im Folgenden werden die Berge und Scharten nach Wasserscheiden strukturiert, Nebenwasserscheiden sind eingerückt, Höhen der Scharten wieder mit einigen Metern Ungenauigkeit (Höhen von Bergen mit Prominenz über 100 m nebst Bezugsscharten fett):
- Baier (713,9 m)
  - Öchse-Felda-Wasserscheide (nach Norden)
    - (↓ (458 m), Stadtlengsfelder Hügelland)
    - (Bornkopf (479,3 m))
- Emberg (542 m)
  - Öchse-Mühlgraben-Wasserscheide, nach Nordwesten
    - ↓ (502,4 m)
    - Schorn (559,1 m)
- ↓ Gemeindegrenze Oechsen/Dermbach an der Straße Oechsen-Oberalba (498 m)
- Röderburg (691,5 m)
- ↓ (682 m)
- Sachsenburg (720,9 m)
  - Öchse-Ulster-Wasserscheide (nach Westen, dann Norden)
    - ↓ (654 m)
    - (696,1 m)
      - Bremenbach-Kohlbach-Wasserscheide (nach Südwesten)
        - ↓ (689 m)
        - Mannsberg (698,7 m)
        - ↓ (433 m)
        - Schleidsberg (502,4 m)

    - ↓ (687 m)
    - Hoher Stern (697,5 m)
    - ↓ Straße Bremen–Oechsen, 560 m ostsüdöstlich des Bremer Bergs (449 m)
    - Bremer Berg (478,2 m)
      - Abzweig nach Nordosten
        - ↓ (441 m)
        - Blöße (463,5 m)

    - ↓ (660 m)
    - 470,5 m
      - Bermbach-Bremerbach-Wasserscheide, Abzweig nach Nordwesten
        - ↓ südlich von Borbels, Gemeindegrenze an der Straße Bermbach–Bremen (378 m)
        - Großer Olmersberg (450,5 m)

    - Arzberg (572,6 m)
    - ↓ Frauengraben; Straße Mieswarz–Mariengart quert Eisenbahntrasse, Dreigemeindeneck Buttlar/Vacha/Geisa (394 m)
    - (östlicher) Sattelsberg (ca. 477 m)
      - Öchse-Sünna-Wasserscheide
        - ↓ (468 m)
        - Dietrich (667 m)
        - ↓ (473 m)
        - Oechsen (627 m)

    - ↓ (429 m)
    - Buchenberg (441,3 m)
      - Mosa-Bermbach-Wasserscheide (nach Westen)
        - ↓ (373 m)
        - Kleiner Langer Berg (430,1 m)
          - Abzweig nach Südwesten
            - ↓ (363 m)
            - Michelsberg (424,5 m)

        - ↓ (363 m)
        - Hubenberg (415,1 m)

    - ↓ südlich von Sünna (322 m)
    - Ulsterberg (487,2 m)
    - (↓ Eisenbahntrasse nordwestlich von Sünna (298 m), Stadtlengsfelder Hügelland)
    - (Röderberg (324,5 m))
- ↓ (673 m)
- Zellerkopf (693,8 m)
  - Abzweig nach Osten
    - ↓ (623 m)
    - Altes Schloß (645,5 m)

  - Abzweig nach Südosten, dann Südwesten
    - ↓ (653 m)
    - Steinkopf (694,0 m)
      - Abzweig nach Nordosten:
        - ↓ (507 m)
        - Karl-Friedrich-Stein (517,7 m)

    - ↓ (628 m)
    - Gläserberg (670,4 m)
    - ↓ (643 m)
    - Waltersberg (673,7 m)
- ↓ Gemeindegrenze Geisa/Dermbach (628 m)
- Kuhberg (642,7 m)
- ↓ (638 m)
- Arnsberg (661,4 m)
- ↓ Straße Theobaldshof–Andenhausen 180 m ostnordöstlich der Landesgrenze (611,8 m)
- (631 m)
  - Kohlbach-Lauterbach-Wasserscheide, nach Norden
    - ↓ unmittelbar nordöstlich Theobaldshofs (611 m)
    - Roßberg (693,6 m)
- Engelsberg (ca. 732 m)
- ↓ (712 m)
- Dadenberg (726,0 m)
  - Abzweig nach Nordost:
    - ↓ (645 m)
    - Sauergehäu (ca. 661 m)
      - Abzweig nach Norden:
        - ↓ (653 m)
        - Horbel (665,4 m)

      - Abzweig nach Nordosten
        - ↓ (504 m)
        - Höhn (511,5 m)

      - Abzweig nach Südosten, dann Nordosten:
        - ↓ (651 m)
        - Pinzler (661,0 m)
        - ↓ (632 m)
        - (ca. 657 m)
        - ↓ (593 m)
        - Windsberg (608,3 m)
- ↓ (597 m)
- Großer Hoflar (640,5 m)
- ↓ (622 m)
- Kleiner Hoflar (645,4 m)
- ↓ Nähe Straße Unterweid–Kaltenwestheim (633 m)
- NN (651,1 m)
- ↓ Ost-Nord-Knick der Kreisstraße Oberweid–Kaltenwestheim (636 m)
- (Weidberg (724,9 m), Lange Rhön)
- (↓ (702 m))
- (Ellenbogen (813,0 m))
  - Abzweig nach Nordosten
    - ↓ (574 m)
    - Hemschenberg (613,9 m)
- ↓ (788 m)
- (Schnitzersberg (815,5 m))
- (westlicher Bogen um Frankenheim)
  - Ulster-Weidbach-Wasserscheide
    - (↓ (732 m))
    - ((Hang auf etwa 770 m))
      - Oberweidbach-Mühlbach-Wasserscheide, nach Norden
        - (↓ (656 m))
        - (Espenhauk (664,6 m))
        - ↓ (563 m)
        - Staufelsberg-Südgipfel (544,6 m)
        - ↓ (626 m)
        - Staufelsberg-Nordgipfel (649,2 m)

    - (Buchschirmberg 745,2 m)
    - ↓ Kurve der Kreisstraße Hilders–Simmershausen (617 m)
    - Auersberg (756,8 m)

### Dominanzen und Prominenzen
Immerhin 8 Berge der Auersberger Kuppenrhön weisen eine Prominenz von mehr als 100 m auf. In der nordwestlich benachbarten Soisberger Kuppenrhön gibt es zwar sogar deren 15, jedoch in der südwestlich benachbarten, zur Wasserkuppe geneigten Milseburger Kuppenrhön gerade einmal 3. Die östlich benachbarte Vordere Rhön hat wiederum ebenfalls 8.
Das sind neben den vier 700ern Auersberg (757 m; 140 m), Engelsberg (732 m; 135 m), Sachsenburg (721 m; 109 m) und Baier (714 m; 216 m) sowie den beiden hohen Nordbergen Dietrich (667 m; 273 m) und Öchsen (627 m; 154 m) auch die „kleinen“ Nordberge Arzberg (573 m; 125 m) und Ulsterberg (497 m; 165 m). Weitere prominente Berge sind der Rößberg (684 m; 83 m) und der neben dem viel höheren Auersberg etwas untergehende Staufelsberg (645 m; 82 m), gefolgt von den Kleinbergen Großer Olmersberg (Muschelkalk; 450 m; 72 m) Schleidsberg (502 m;  69 m), Michelsberg (Muschelkalk; 424 m; 61 m), Schorn (559 m; 57 m), Kleiner Langer Berg (Muschelkalk; 430 m; 57 m) und Hubenberg (415 m; 52 m), die sich, vom Schleidsberg im äußersten Nordwesten des Zentralteils, alle im Nordteil befinden.
Hohe Dominanzen weisen insbesondere Sachsenburg (8,5 km zum Engelsberg), Dietrich (6,4 km zum Baier), Engelsberg (5,0 km zum Auersberg), Baier (4,1 km zur Sachsenburg), Auersberg (4,1 km zur Langen Rhön), Arzberg (3,1 km bis zur Nordflanke des Mannsbergmassivs), Rößberg (2,9 km zum Mannsberg), Mannsberg (2,6 km zur Sachsenburg), Schleidsberg (2,5 km zum westlichen Vorgrat des Mannsbergs), Ulsterberg (2,5 km zur Südwestflanke des Öchsen), Staufelsberg (2,2 km zur Auersberg-Ostflanke). Von diesen elf Bergen haben sieben eine Prominenz über 100 m, von Rößberg (83 m), Staufelsberg (82 m), Schleidsberg (69 m) und Mannsberg (45 m) abgesehen. Sehr deutlich vom Dominanznehmer überragt werden Arzberg, Schleidsberg, Ulsterberg und Staufelsberg – während (von Nord nach Süd) Dietrich, Baier, Sachsenburg, Rößberg, Engelsberg und Auersberg als die sechs Hauptberge der Landschaft gelten können, der Mannsberg als Sachsenburg-Ableger mit Einschränkung.